# Kim Adair-MacPherson
Kim Adair-MacPherson, CPA, CA, est la vérificatrice générale du Nouveau-Brunswick de 2010 à 2021. Elle a accepté le poste de vérificatrice générale de la Nouvelle-Écosse à compter du 3 mai 2021. Dans les deux provinces, elle est la première femme à exercer ces fonctions.

## Biographie
Originaire du Nouveau-Brunswick, Kim Adair-MacPherson a obtenu un baccalauréat en administration des affaires de l'Université du Nouveau-Brunswick avant de devenir comptable agréée.
Elle a déjà passé 25 années dans la fonction publique néo-brunswickoise, notamment au poste de contrôleure provinciale, quand elle est nommée vérificatrice générale du Nouveau-Brunswick par le premier ministre David Alward en novembre 2010. Le 11 mars 2021, elle annonce sa décision de quitter la province et d'accepter le poste de vérificatrice générale de la Nouvelle-Écosse, où elle succédera à Terry Spicer, vérificateur général par intérim depuis juin 2020.

## Prix et distinctions
- 2018 : Membre d'honneur de CPA Nouveau-Brunswick[5].